# Colony collapse disorder

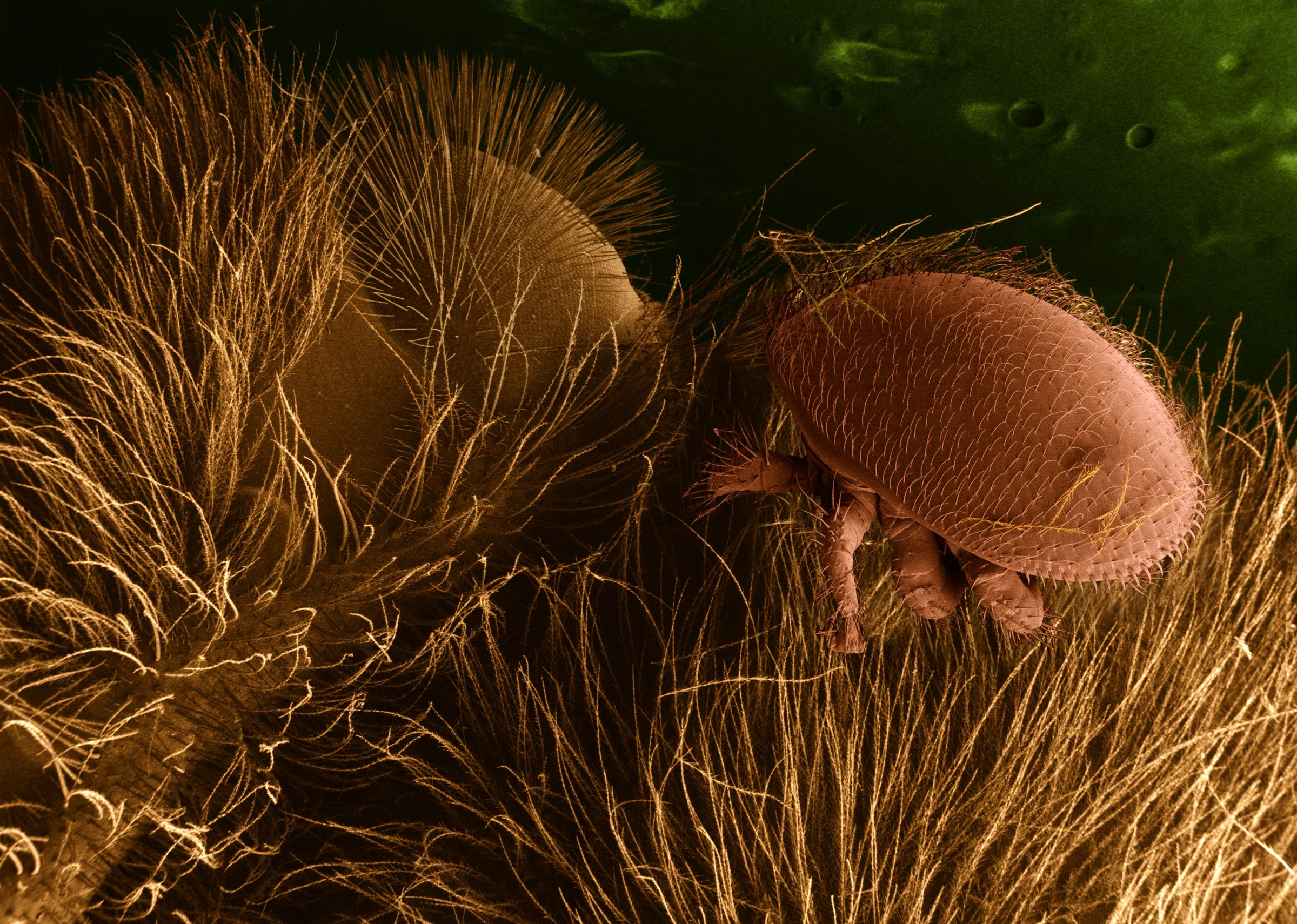
Een belangrijke mogelijke oorzaak van bijensterfte in Duitsland is de plaag van de varroamijt (hier op het lichaam van een honingbij)

Colony collapse disorder, in het Nederlands ook wel bijenverdwijnziekte genoemd, is een fenomeen bij gecultiveerde honingbijen waarbij alle individuen van een bijenvolk plotseling verdwijnen. 

## Geschiedenis
De term colony collapse disorder  werd voor het eerst gebruikt na een grote toename van verdwijningen in Noord-Amerika in 2006. Ook Europese landen, waaronder Nederland en België hebben last van de bijenziekte.

## Mogelijke oorzaken
De oorzaak van de bijensterfte is nog onbekend, maar als mogelijke oorzaken worden genoemd: de varroamijt en de Acarapis-mijt, virussen, aan milieuverandering gerelateerde stress, ondervoeding en bepaalde fungiciden en pesticiden (zoals onder meer Fipronil). Ook de combinatie van een virus (IIV) en microsporidia zoals Nosema ceranae worden getipt als mogelijke oorzaak. Daarnaast spelen mogelijk factoren mee waarvan de onderliggende oorzaak nog niet bekend is. Zo is er het Idiopathic brood disease syndrome, dat larvensterfte veroorzaakt, en zogenoemde queen events, omstandigheden waarbij er geen of een nieuwe, vervangende bijenkoningin in de korf is. Er wordt echter vermoed dat het een combinatie van factoren is die de bijensterfte veroorzaakt.

## Gevolgen
Een grote sterfte onder bijen kan consequenties hebben voor de voedselproductie omdat de bestuiving van veel landbouwgewassen behalve door wilde bijen, die ook in aantal achteruitgaan, door honingbijen plaatsvindt.